# Беленькая (приток Ветлуги)
Беленькая — река в России, протекает в Краснобаковском районе Нижегородской области. Устье реки находится в 227 км по правому берегу реки Ветлуги. Длина реки — 10 км.
Исток Беленькой в 5 км западнее посёлка Красные Баки. Течёт на северо-восток, протекает деревни Перехватка, Пушкино, Сомино, Овечкино. Нижнее течение проходит по территории посёлка Ветлужский, в черте которого река впадает в Ветлугу.

## Данные водного реестра
По данным государственного водного реестра России относится к Верхневолжскому бассейновому округу, водохозяйственный участок реки — Ветлуга от города Ветлуга и до устья, речной подбассейн реки — Волга от впадения Оки до Куйбышевского водохранилища (без бассейна Суры). Речной бассейн реки — (Верхняя) Волга до Куйбышевского водохранилища (без бассейна Оки).
По данным геоинформационной системы водохозяйственного районирования территории РФ, подготовленной Федеральным агентством водных ресурсов:
- Код водного объекта в государственном водном реестре — 08010400212110000042987
- Код по гидрологической изученности (ГИ) — 110004298
- Код бассейна — 08.01.04.002
- Номер тома по ГИ — 10
- Выпуск по ГИ — 0